# عتمان
عتمان (به عربی: عتمان) یک روستا در سوریه است که در درعا واقع شده‌است. عتمان ۸٬۹۲۹ نفر جمعیت دارد.